# Bataille de la Falaise rouge
Campagne de la Falaise Rouge
Batailles
Changban - Sud est de Xiakou - Falaise rouge - Yiling - Jiangling - Hefei
La bataille de la Falaise rouge, ou bataille de Chi Bi, (chinois traditionnel : 赤壁之戰, simplifié : 赤壁之战, pinyin : chìbì zhī zhàn) est une célèbre bataille à la fin de la dynastie Han qui s’est déroulée au cours de l’hiver 208-209 pour le contrôle du Yangtsé. Elle voit la défaite de Cao Cao, seigneur du Wei, face aux armées alliées pourtant très inférieures en nombre des royaumes de Wu et de Shu, sous le commandement de Zhou Yu et de Zhuge Liang. Après cette campagne Cao Cao n'aura plus jamais l'occasion de soumettre Wu ou Shu, ce dernier royaume tenant fermement le long fleuve.
Le site de la bataille, près d'une falaise, est débattu. On trouve à 36 kilomètres au nord-ouest de Puqi, sur la rive sud du Yangtsé, un lieu baptisé « passe de pierre » (à cet endroit le fleuve est bordé par une imposante falaise) qui est un lieu de mémoire pour les Chinois. La roche porte toujours les deux caractères chinois (1,5 mètre de hauteur sur 1 mètre de large), 壁 bì « mur » et 赤 chì « rouge », que Zhou Yu, le stratège et Maréchal du royaume de Wu, y a fait peindre après la bataille, pour célébrer la victoire.

## Contexte historique
Pour des articles plus généraux, voir Dynastie Han et Fin de la dynastie Han.
Au début du IIIe siècle, la dynastie des Han est en ruine. La mauvaise administration a conduit à la rébellion des Turbans jaunes, que la dynastie n'a jugulé qu'en faisant appel a des seigneurs de la guerre. De nombreux membres de l'administration ont été tués ou ont profité de la situation pour établir leur pouvoir local, affaiblissant encore le pouvoir central. L'empereur Xian, qui règne depuis 189, n'a plus aucun contrôle sur sa cour ou les différents seigneurs de la guerre qui contrôlent leurs territoires respectifs et se battent les uns contre les autres. Le plus puissant est Cao Cao, qui en 207, après avoir battu ses rivaux, a pris le contrôle de tout le nord de la Chine avec sa plaine, puis assuré sa frontière nord avec une campagne contre le peuple nomade Wuhuan dans l'hiver de la même année. À son retour, en 208, il réorganise la cour impériale et se fait nommer chancelier impérial Han, une position qui lui accorde l'autorité absolue sur l'ensemble du gouvernement impérial.
Il prépare son armée, avec notamment des manoeuvres navales, à une campagne vers le sud qu'il entame à l'automne de 208,. Le Yangtsé, dans la province Jing (qui correspond à peu près aux provinces actuelles du Hubei et du Hunan), est la clé du succès de cette campagne et de la stratégie de Cao Cao. Si Cao Cao aspire à la réunification de l'empire Han brisé, il doit prendre le contrôle naval du Yangtsé et le commandement stratégique de la base navale de Jiangling, afin de posséder un moyen d'accès à la région du sud. 
Deux seigneurs de la guerre contrôlent les régions du Yangtsé qui sont essentielles à la réussite de Cao Cao : Liu Biao, gouverneur de la province de Jing, qui contrôle l'ouest du fleuve jusqu'à la confluence de la rivière Han, englobant les environs de la ville de Xiakou et tous les territoires au sud de cette région ; et Sun Quan, qui contrôle l'est la rivière Han et le sud-est du territoire adjacent. Un troisième allié, Liu Bei, vit dans un refuge avec Liu Biao à la garnison de Fancheng (actuelle Xiangfan), ayant fui le nord de la province Jing après l'échec d'un complot visant à assassiner Cao Cao et restaurer le pouvoir de la dynastie impériale,.
Les premières étapes de la campagne sont un franc succès pour Cao Cao, puisque le commandement de la province Jing est considérablement affaibli et les armées de Jing épuisées par un conflit avec Sun Quan dans le sud. Les factions ont le soutien de chacun des deux fils de Liu Biao, en lutte pour la succession. Le plus jeune fils a prévalu, et Liu Biao dépossède son fils aîné, Liu Qi, quitte à assumer de prendre le commandement de Jiangxia. Liu Biao meurt de maladie quelques semaines plus tard, tandis que Cao Cao est promu dans le Nord et, dans ces circonstances, le plus jeune fils et successeur de Liu Biao, Liu Cong, se rend rapidement. Cao Cao s'empare ainsi d'une flotte importante et sécurise la base navale de Jiangling. Cela lui donne une base militaire et stratégique pour abriter ses navires.
Une fois Jing tombé, Liu Bei fuit rapidement au sud, accompagné d'une population de réfugiés civils et de soldats. Cet exode désorganisé est poursuivi par la cavalerie d'élite de Cao Cao, et se retrouve encerclé et battu lors de la décisive bataille de Changban (près de l'actuelle ville de Dangyang en Hubei). Cependant, Liu Bei s'échappe vers l'est et Xiakou, où il rencontre l'émissaire de Sun Quan, Lu Su. À ce stade historique, les points de vue divergent ; Lu Su aurait incité Liu Bei à se déplacer encore plus vers l'est, vers Fankou (樊口). Dans les deux cas, Liu Bei est plus tard rejoint par Liu Qi. Zhuge Liang, le principal conseiller de Liu Bei, est envoyé à Chaisang (柴桑) pour négocier la formation d'une alliance contre Cao Cao à l'état de Wu.
Au moment où Zhuge Liang arrive, Cao Cao a déjà envoyé à Sun Quan une lettre se vantant du commandement de 800 000 hommes et exigeant la capitulation de Sun Quan. La faction dirigée par le savant chef de Sun Quan, Zhang Zhao, préconise la capitulation, en invoquant l'écrasant avantage numérique de Cao Cao. Toutefois, à différentes occasions, Lu Su, Zhuge Liang et le commandant en chef de Wu, Zhou Yu, présentent tous les arguments pour convaincre Sun Quan d'accepter l'alliance contre les armées du Nord. Sun Quan finalement décide de mener la guerre, découpe un coin de son bureau lors d'une assemblée et indiquant : « Toute personne qui ose encore argumenter en faveur de la capitulation sera traité de la même manière que ce bureau ». Il attribue ensuite à Zhou Yu, Cheng Pu, et Lu Su 30 000 hommes pour venir en aide à Liu Bei contre Cao Cao.
Bien que Cao Cao ait affirmé commander 800 000 hommes, les effectifs réels de Cao Cao estimés par Zhou Yu sont plus proches de 220 000 hommes. En outre, ce montant inclut 70 000 soldats fraîchement incorporés après la récente défaite de Liu Biao : la fidélité et le moral d'un grand nombre des forces de Cao Cao sont donc incertains. Avec les 20 000 soldats que Liu Bei a recueillis, l'alliance adverse est maintenant composée d'environ 50 000 marins qui ont été formés et préparés pour la bataille.

## Déroulement de la bataille

Bataille de la Falaise Rouge et retraite de Cao Cao.

La bataille de la Falaise rouge s'est déroulée en trois étapes: une première escarmouche à la Falaise rouge, suivie d'une retraite au champ de bataille de Wulin sur la rive nord-ouest du Yangtsé, un engagement décisif de la marine, et la désastreuse retraite de Cao Cao le long de la route Huarong .
Les forces alliées de Sun et Liu naviguent de Xiakou ou Fankou jusqu'à la Falaise Rouge, où ils se heurtent à la force d'avant-garde de Cao Cao. Tourmentés par la maladie et un moral très bas, en raison de la série de marches forcées qu'ils ont entrepris sur la longue campagne du Sud, Cao Cao et ses hommes ne peuvent pas bénéficier d'un avantage dans la petite escarmouche qui s'ensuivit. Donc Cao Cao se retire dans le Wulin (au nord de la rivière Yangtsé) et les alliés au sud.
À la suite d'un stratagème de Pang Tong, officier de Zhou Yu usurpant l'identité d'un soldat de Cao Cao, ce dernier amarre ses vaisseaux de la proue à la poupe afin de réduire le mal de mer ressenti par ses troupes, qui proviennent pour la plupart du Nord et donc ne sont pas habitués à vivre à bord de navires. Observant cela, le commandant de division Huang Gai envoie à Cao Cao une lettre feignant la capitulation et prépare un escadron de navires d'attaque appelés « mengchong doujian » (蒙冲斗舰). Les navires sont convertis en navires incendiaires en les remplissant de bottes d'embrasement, de roseaux secs, de gras et d'huile. Huang Gai approche avec l'escadron de capitulation du milieu de la rivière, les marins mettent feu aux navires incendiaires avant de prendre de petits bateaux. Les navires en feu, porté par le vent du sud, filent à grande vitesse vers la flotte de Cao Cao et y mettent le feu. En peu de temps, la fumée et des flammes s'étendent sur le ciel, et un grand nombre d'hommes et de chevaux, sont soit brûlés vifs soit noyés. Voyant que le feu ardent des bateaux de Cao Cao fait rougir la falaise, on appela Chi bi (« falaise rouge »), le lieu de la victoire.
Après le choc initial, Zhou Yu et les alliés mènent une légère force armée pour tirer parti de l'agression. Le nord de l'armée est désorganisé. Voyant que la situation est désespérée, Cao Cao lance un ordre général de retraite et détruit un certain nombre de ses navires restants avant de se retirer.
L'armée de Cao Cao tente alors une retraite sur la route de Huarong , comprenant un long périple dans les marais au nord du Lac Dongting. Mais les fortes pluies réduisent la voie d'une épaisse tourbière, rendant la route si traitresse que de nombreux soldats malades doivent porter des paquets d'herbe sur le dos et les utiliser pour remplir la route, afin de permettre aux cavaliers de traverser. Beaucoup de ces soldats se noient dans la boue ou meurent d'épuisement. Pour faire encore plus souffrir l'armée de Cao Cao, les alliés, dirigés par Zhou Yu et Liu Bei, leur donnent la chasse sur les terres et l'eau jusqu'à ce qu'ils atteignent Nan(南郡). Combinée avec la famine et la maladie, les forces restantes de Cao Cao sont décimées. Cao Cao se retire ensuite au nord dans la base de Ye, laissant Cao Ren et Xu Huang à la garde de Jiangling, Yue Jin en poste dans Xiangyang, et Man Chong à Dangyang.
La contre-attaque alliée aurait pu vaincre entièrement Cao Cao et ses forces. Toutefois, la traversée du fleuve Yangtsé sème le chaos lorsque les armées alliées convergent sur la rive et combattent un nombre limité de bateaux. Pour rétablir l'ordre, un détachement conduit par le général allié Gan Ning établit une tête de pont dans la ville de Yiling au nord, et seule la fervente arrière-garde de Cao Ren empêche une telle catastrophe,.

## Analyse

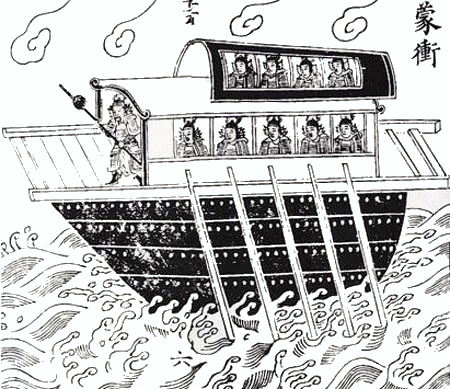
Un type de navire utilisé durant la bataille - le mengchong (蒙衝) : navire d'assaut couvert de cuir destiné à transpercer les lignes ennemies.

Une combinaison d'erreurs stratégiques de la part de Cao Cao et l'efficacité des ruses de Pang Tong et Huang Gai ont abouti à la victoire des Alliés lors de la bataille de la Falaise Rouge. Zhou Yu avait fait observer que les généraux et les soldats de Cao Cao étaient composés essentiellement de soldats de cavalerie et d'infanterie, et peu avaient une expérience dans la guerre navale. Cao Cao avait aussi peu de soutien parmi la population de la province de Jing, et n'a donc pas pu sécuriser sa base avancée d'opérations.
Malgré l'acuité stratégique habituelle de Cao Cao, qui a fait ses preuves lors des précédentes campagnes et batailles, dans ce cas, il a simplement supposé que la supériorité numérique suffirait à défaire la marine de Sun et Liu. La première erreur tactique de Cao Cao a été la conversion massive de son armée d'infanterie et de cavalerie dans un corps de marine : avec seulement quelques jours d'exercices avant la bataille, les troupes de Cao Cao ont été ravagées par la mer, la maladie et le manque d'expérience sur l'eau : de nombreux passagers ne savaient pas nager, de même que certains membres d'équipage, ce qui devenait critique en cas de naufrage.
Les maladies tropicales, dont les habitants du Sud ont longtemps été à l'abri, ont également frappé les soldats du Nord avec les effets débilitants de la maladie qui a sévi dans le camp de Cao Cao. Bien que nombreux, les hommes de Cao Cao étaient déjà épuisés par l'environnement inhospitalier et la durée de la campagne du Sud. Zhuge Liang a fait observer : « Même une puissante flèche à la fin de son vol ne peut pas pénétrer dans un tissu de soie ».

Le manque de préparation et des erreurs non caractéristiques affichées par Cao Cao au cours de cette campagne de mai ont été en partie à cause de la mort récente de son stratège et conseiller Guo Jia. Cao Cao lui-même a commenté : « Si Guo Jia avait été avec nous, je n'aurais jamais eu de tels problèmes ». Un autre conseiller, Jia Xu, avait recommandé, après la cession de Liu Cong que les armées très sollicitées aient un peu de temps de repos et de reconstitution avant d'attaquer les armées de Sun Quan et Liu Bei, mais Cao Cao a ignoré ces conseils. Par la suite celui-ci, analysant les raisons de son échec, arrive à la conclusion que ce sont ses propres décisions et son infortune, bien plus que la stratégie mise en place par l'ennemi au cours de la bataille, qui expliquent sa défaite : 

« [...] c'est seulement à cause de la maladie que j'ai brûlé mes navires et battu en retraite. Il est hors de toute raison que Zhou Yu s'en octroie tout le crédit »

.

## Conséquences
À la fin de 209, le poste que Cao Cao a créé à Jiangling tombe aux mains de Zhou Yu. Les frontières de la terre sous le contrôle de Cao Cao reculent d'environ 160 kilomètres, dans la zone autour de Xiangyang. Liu Bei, d'autre part, gagne un territoire en prenant en charge les quatre commanderies au sud du long fleuve. Les troupes de Sun Quan subissent beaucoup plus de pertes que celles de Liu Bei dans le reste de la campagne de la Falaise Rouge, et la mort de Zhou Yu en 210 entraîne un affaiblissement drastique de la force de Sun Quan dans la province Jing. Liu Bei occupe également la province de Jing que Cao Cao a récemment perdu. Le contrôle de Jing assure à Liu Bei pratiquement un accès illimité au passage vers Shu et aux importants cours d'eau vers Wu, ainsi que la domination de la rive sud du Yangtsé.
Cao Cao ne commandera jamais une autre flotte aussi importante que celle qu'il avait à Jiangling, il n'aura plus non plus d'autre occasion de détruire ses rivaux du sud. La bataille de la Falaise rouge et la capture de la province de Jing par Liu Bei confirme la séparation du sud de la Chine du nord au cœur de la vallée du fleuve Jaune, et annonce également un axe d'hostilité entre le Nord et le Sud qui résonnera pendant plusieurs siècles dans l'histoire de la Chine.

## Lieu de la bataille

Trois lieux possibles de la bataille de la Falaise rouge. Une quatrième possibilité est un lieu indéfini dans le comté de Jiayu, en aval (nord) de la ville de Chibi.

Le lieu précis du champ de bataille de la Falaise rouge a longtemps été sujet à débats populaire et académique, mais n'a jamais été établi de manière définitive. Des débats érudits se sont poursuivis pendant au moins 1 350 ans, et un certain nombre d'arguments en faveur d'autres sites ont été mis en avant. Il existe des motifs de rejet, au moins certaines de ces propositions, mais quatre autres sites sont toujours préconisés.
Selon Zhang Xiugui, un grand nombre de débats actuels proviennent du fait que le cours et la longueur de la rivière Yangtsé entre Wuli et Wuhan a changé depuis les dynasties Sui et Tang. Le débat d'aujourd'hui est également compliqué par le fait que les noms de certains des principaux lieux ont changé au cours des siècles suivants. Par exemple, bien que l'actuelle ville de Huarong est située dans le Hunan, au sud du Yangtsé, dans le IIIe siècle, la ville du même nom était située à l'est de Jiangling, bien plus au nord du fleuve Yangtsé,. En outre, un site candidat, Puqi (蒲圻), a été renommé "Chibi" (赤壁市) en 1998 dans une tentative de lier cette région à l'historique champ de bataille.
Les documents historiques indiquent que les forces de Cao Cao se sont retirées au nord à travers le Yangtsé après le premier engagement de la Falaise rouge, plaçant explicitement le site du combat sur la rive sud du Yangtsé. Un certain nombre de sites sur la rive nord ont donc été écartés par les historiens et les géographes. Les documents historiques établissent également des limites à l'est et à l'ouest d'un tronçon du Yangtsé qui englobe tous les sites possibles du champ de bataille. Les forces alliées venaient en amont de Fankou ou Xiakou. Comme le Yangtsé coule vers l'est en direction de l'océan (avec les méandres vers le nord-est et le sud-est), la Falaise Rouge doit être à l'ouest de Fankou, qui est plus loin en aval. La frontière occidentale est aussi évidente, puisque l'avancée de Cao Cao vers l'est vers Jiangling passe par Baqiu (l'actuelle ville de Yueyang dans la province de Hunan) sur la rive du Lac Dongting. La bataille doit donc avoir été en aval (nord), de ce lieu,.
Un candidat populaire du site de la bataille est la colline Chibi à Huangzhou, parfois appelé "les falaises rouges de Su Dongpo" ou les "Falaises Rouges littéraires" (文赤壁). Le soutien pour cette hypothèse découle en grande partie en raison du fameux poème du XIe siècle Première Rhapsodie sur les falaises rouges, qui assimile la colline de Huangzhou à l'emplacement du champ de bataille. Le nom de cette falaise en pinyin romanisé est "Chibi", le même pinyin que pour les Falaises Rouges. Toutefois, les caractères chinois sont complètement différents (赤鼻) de même que leur signification ("Colline au Nez Rouge"). Ce site est aussi sur la rive nord du Yangtsé, et est directement en face de Fankou plutôt qu'en amont. En outre, si les forces alliées de Sun et Liu partirent de Xiakou plutôt que de Fankou, comme la plus ancienne des sources historiques le suggèrent, alors la colline de Huangzhou auraient été en aval du point de départ, une possibilité qui ne peut être conciliée avec les sources historiques.
Puqi, désormais appelée Chibi, est peut-être la candidate la plus sérieuse. À la différence des falaises rouges de Su Dongpo, le site est également référencé comme les "falaises rouges militaires" (武赤壁). Il est situé directement en face de Wulin. Cet argument est le premier à être proposé à l'époque de la dynastie Tang. Il existe également des caractères gravés dans la falaise (voir image en haut de la page) qui suggèrent qu'il s'agit bien du lieu de la bataille. L'origine des gravures a été datée entre les dynasties Tang et Song, soit vieilles de 1 000 ans.
Certaines sources mentionnent la rive sud du Yangtsé dans le comté de Jiayu (嘉鱼县) dans la préfecture de Xianning dans la province de Hubei comme lieu possible. Cela place le champ de bataille en aval de Puqi (Chibi), un point de vue qui est soutenu par des chercheurs sur l'histoire de la Chine comme Rafe de Crespigny, Wang Li et Zhu Dongrun, suivant le point de vue du document historique datant de la dynastie Qing, Shui Jing Zhu.
Un autre candidat est Wuhan, au confluent du fleuve Yangtsé avec son affluent le Han. Il se trouve à l'est à la fois de Wulin (La ville de Chibi est de l'autre côté du fleuve) et de Jiayu. Cette métropole a été constituée en regroupant trois villes. Il existe une croyance locale à Wuhan selon laquelle la bataille a été menée à la jonction des rivières, au sud-ouest de l'ancienne ville de Wuchang, qui fait maintenant partie de Wuhan. Zhang Xiugui affirme que le champ de bataille de Chibi faisait partie d'une série de collines de Wuchang qui ont été formées dans les années 1930, de sorte que leur pierre pourrait être utilisée comme matière première,.
En citant plusieurs études historiques et géographiques, Zhang Xiugui indique que les documents historiques les plus anciens placent le champ de bataille à Wuchang. Le livre du Ve siècle de Sheng Honzhi,  Jingzhou ji, situe le champ de bataille à une distance de 160 li (environ 80 km) en aval de Wulin, mais depuis les méandres de Paizhou et Luxikou ont augmenté la longueur du cours d'eau entre Wuli et Wuchang de 100 lis (environ 50 km) durant les dynasties Sui et Tang. Des études plus récents ne considèrent plus Wuchang comme un site possible.

## Récit romancé
La tradition romanesque qui provient de l'Histoire des Trois Royaumes est différente de l'histoire officielle, dans de nombreux détails. Par exemple, l'armée de Cao Cao a été exagérée avec une force de plus de 800 000 hommes. Cela peut être attribué à l'esprit des temps anciens, en particulier de la dynastie des Song du Sud. Le royaume Shu, en particulier, était considéré par la suite comme le « légitime » successeur de l'empire des Han, donc la version romancée attribue plus d'importance que les documents historiques pour justifier le rôle de Liu Bei, Zhuge Liang et d'autres héros de Shu. Ceci est généralement fait au détriment de l'importance des commandants de Wu et de conseillers tels que Zhou Yu et Lu Su. Alors que les récits historiques décrivent Lu Su comme un bon conseiller et Zhou Yu comme un éminent chef militaire et un homme « généreux, sensible et courageux », Histoire des trois royaumes dépeint Lu Su comme quelqu'un d'ordinaire et Zhou Yu comme un être cruel et cynique. Les deux sont décrits comme étant inférieurs à Zhuge Liang en tous points.
Le roman a ajouté aux versions historiques des éléments totalement fictifs et fantastiques qui ont ensuite été repris au cinéma, au théâtre et à l'opéra. Par exemple, dans Histoire des Trois Royaumes, Zhuge Liang faisant appel à la magie pour appeler les vents favorables pour l'attaque par le feu des navires, sa stratégie d'utiliser de la paille sur des bateaux pour voler des flèches, et Guan Yu capturant et libérant Cao Cao sur la route de Huarong. La fiction présente également Zhuge Liang comme un commandant militaire dans les forces alliées, ce qui n'est pas exact historiquement.

## Impacts culturel et contemporain

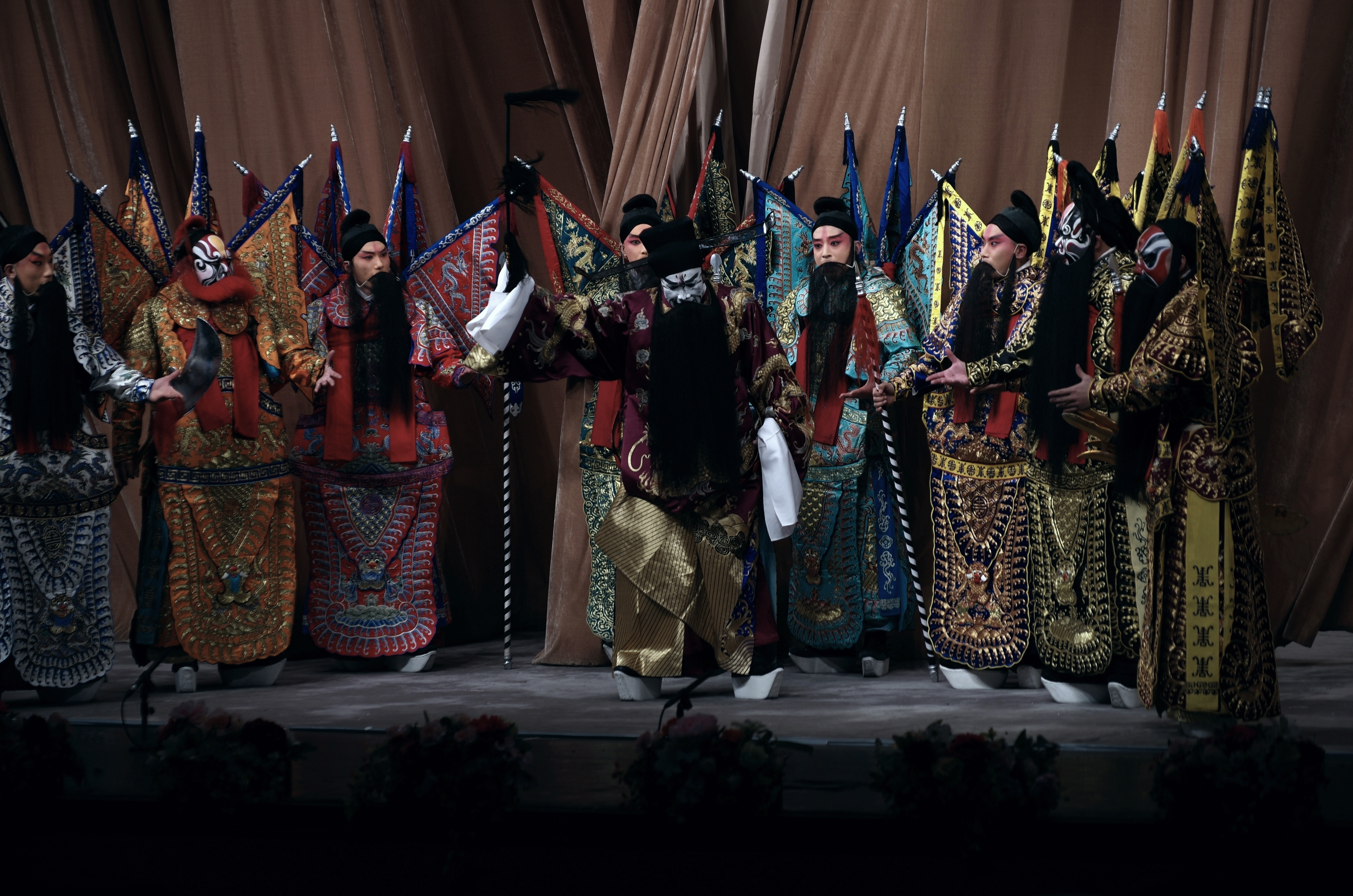
Opéra de Beijing sur la bataille de la Falaise rouge en 2015 au théâtre Tianchan à Shangaï.

La ville actuelle de Chibi dans la province de Hubei était autrefois appelée Puqi. En 1998, le conseil des affaires de l'État de la république populaire de Chine a approuvé le renommage de la cité en hommage à la bataille de la Falaise rouge. Les festivals culturels qui se tiennent dans la ville ont accru considérablement le tourisme. En 1983, une imposante statue du poète de la dynastie Song, Su Shi, a été érigée sur le site de Huangzhou, en hommage à ses écrits sur la bataille de la Falaise rouge.
Des jeux vidéo populaires basés sur l'époque des Trois Royaumes (tels que Dynasty Warriors, Romance of the Three Kingdoms, Destiny of an Emperor et Kessen II) ont des scénarios faisant référence à la bataille. D'autres jeux utilisent même la bataille de la Falaise rouge comme scénario central. Ces jeux sont très populaires en Asie, comme la version japonaise originale de Warriors of Fate et Dragon Throne: Battle of Red Cliffs.
En 2008, un film dirigé par John Woo et intitulé Les Trois Royaumes était destiné à montrer l'héritage de la bataille de la Falaise rouge juste avant les jeux olympiques d'été de 2008 organisés en Chine. Le film a connu un énorme succès au box office chinois. Ayant coûté 40 millions de dollars (31 millions d'euros), il a rapporté au 20 avril 2009 (après sa sortie à l'international) 119 millions de dollars (92 millions d'euros). Le film en deux parties en Asie (la version occidentale n'est composée que d'un seul épisode condensant les deux) met à l'affiche, entre autres, Tony Leung et Takeshi Kaneshiro respectivement dans les rôles de Zhou Yu et Zhuge Liang.
Dans le jeu Fruit Ninja, pour débloquer la lame « Feu d'artifice », il faut avoir un score de 208 points (référence à l'année de la bataille).